# Ottendorfer Hütte
Die Ottendorfer Hütte befindet sich in der Gemeinde Kirnitzschtal, seit 2014 besitzt sie einen Partnervertrag mit dem Deutschen Alpenverein und ist somit ein DAV-Vertragshaus.

## Geschichte
Die Ottendorfer Hütte besteht aus zwei Häusern, das Ferienhaus ist ein ca. 200 Jahre altes Gebäude im Zentrum von Ottendorf, in dem viele Jahre die örtliche Post und ein kleiner Laden untergebracht waren. Es wurde umfassend umgebaut und saniert. Die Ottendorfer Hütte wurde bis 1989 als Kinderferienlager genutzt und wird seit 1999 als Herberge im Alpenhüttenstil betrieben. Die Wanderherberge im Alpenhüttenstil, bietet eine einfache Übernachtungsmöglichkeit mit Frühstück. Die Gäste übernachten in beheizbaren Schlafräumen mit Matratzenlagern. Seit 2017 werden diese umfassend saniert, so dass nun auch sechs 4er Zimmer zur Verfügung stehen. In zwei Gasträumen sowie dem weitläufigen Außengelände können sich die Gäste aufhalten und Abende am Lagerfeuer verbringen. Es besteht keine Selbstversorger-Möglichkeit.

## Lage
Die Ottendorfer Hütte (320 m ü. NHN) liegt am Rande des Nationalparks Sächsische Schweiz oberhalb des Kirnitzschtals.

## Hütten in der Nähe
- Saupsdorfer Hütte, Selbstversorgerhütte, Sächsische Schweiz, (285 m ü. NHN)
- Dessauer Hütte, Selbstversorgerhütte, Elbsandsteingebirge, (288 m ü. NHN)[3]

## Tourenmöglichkeiten
- Rund um den Tanzplan, Wanderung, Sächsische Schweiz, 14,5 km, 5,5 Std.
- Ottendorfer Rundweg, Wanderung, Sächsische Schweiz, 3,9 km, 1 Std.
- Zu den Mühlen im Kirnitzschtal, Wanderung, Sächsische Schweiz, 7,6 km, 3 Std.
- Ottendorf – Rundweg, Wanderung, Sächsische Schweiz, 12,7 km, 4 Std.
- Alte Mühlen im Kirnitzschtal, Wanderung, Sächsische Schweiz, 7,3 km, 2,75 Std.
- 074 Von Ottendorf bis nach Hinterhermsdorf, Wanderung, Sächsische Schweiz, 15,4 km, 5 Std.
- Neumannmühle-Arnstein-Kleinstein mit Höhle-Kleines Pohlshorn-Großes Pohlshorn-Buschmühle-Neumannmühle. Wanderung, Sächsische Schweiz, 12,5 km, 3,3 Std.
- Malerweg Etappe 5 mit Boofen, Wanderung, Sächsische Schweiz, 15,7 km, 5,5 Std.[4]

## Skifahren
- Skigebiet Sebnitz am Buchberg

## Klettern
- Ottendorfer Hütte, Kletterkurse
- Klettern in der Sächsischen Schweiz, Sebnitz
- Kletterhalle Solivital, Sebnitz
- Klettern in Sebnitz
- Hochseilgarten Sebnitz

## Karten
- Sebnitz und Umgebung: Wander- und Radwanderkarte mit Wintersportangaben 1:33.000 GPS-fähig wetterfest-reißfest Landkarte – Gefaltete Karte, ISBN 978-3868430905
- Wander- und Radwanderkarte Schrammsteine, Kirnitzschtal und Umgebung: Ausflüge im Nationalpark Sächsische Schweiz zwischen Bad Schandau und Hinterhermsdorf. 1:20.000 (Schöne Heimat) Landkarte – Gefaltete Karte, ISBN 978-3895911989